# 王振祚
王振祚（1567年—？），字國昌，號熙寰，陕西西安府華州人，明朝政治人物。

## 生平
万历二十二年（1594年）甲午科陕西乡试举人，三十五年（1607年）丁未科進士，礼部觀政，初授大理寺評事，四十五年升左寺副，四十六年升右寺正，四十七年升德安知府，天启元年丁憂，五年補兖州知府，六年正月升河南副使，淮安兵备，七年升山東参政，加按察使，崇祯元年养病。

## 家族
曾祖王弘。祖父王逵，训导。父王榮誥，見任潞安府平順縣知縣，升大同府通判。母劉氏，継母馮氏。永感下。弟王扶祚。